# Erlunchun
L'Erlunchun (chinois simplifié : 鄂伦春马 ; chinois traditionnel : 鄂倫春馬 ; pinyin : Èlúnchūn mǎ), ou Erlunchun des forêts, est une race de petit cheval de bât et de chasse du Nord-Est de la Chine, issue du cheval mongol.

## Histoire
Ses origines remontent au milieu du XVIIe siècle, avec l'influence du cheval mongol. Différents croisements à partir de ce dernier dans le Nord-Est de la Chine aboutissent à ce petit cheval, d'abord employé pour la chasse et les activités militaires. C'est donc une race autochtone chinoise. L'Erlunchun est reconnu officiellement par le gouvernement chinois, sous le numéro standard GB/T 24878-2010.

## Description
C'est un cheval de petite taille, soit 1,20 à 1,30 m en moyenne. La robe est habituellement grise ou baie. Le corps est fort et compact, bâti près du sol. La tête est assez lourde, avec deux yeux bien écartés. L'encolure est courte et bien musclée. Le dos est droit et assez long. Il présente d'excellentes qualités de rusticité, d'endurance et de portage dans son environnement naturel montagneux. Il supporte également une grande amplitude thermique (les températures descendent jusqu'à -40°) et la prédation des loups, des ours et des tigres présents dans son environnement. Pendant les hivers rigoureux, il arrive que les éleveurs nourrissent leurs chevaux de viande de sanglier sauvage.
Des études génétiques ont démontré un rapprochement entre trois races chinoises appartenant au groupe du Nord-Est de la Chine, le Heihe, l'Erlunchun et le Jilin,.

## Utilisations
L'Erlunchun est, de par ses qualités d'endurance, un excellent petit cheval de chasse et de bât. Il est capable de traverser des terrains accidentés pendant 4 à 5 miles en portant 180 kg de charge, une performance très impressionnante au regard de sa taille et de son format. 

## Diffusion de l'élevage
La race est autochtone des montagnes du Xian de Xingan. Elle est élevée à l'état semi-sauvage, en hardes organisées pour se défendre face aux prédateurs. Il est aussi l'une des races les plus menacées de Chine, puisqu'il en reste moins de 1 000 individus en 2008. D'après l'évaluation de la FAO réalisée en 2007, ce cheval est classé en danger d'extinction (statut « D »), sous le nom de « Elenchus ».